# Bodegas Jiménez y Lamothe
Las Bodegas Jiménez y Lamothe fueron una empresa vinícola española fundada en Málaga, que dio origen a las posteriores Bodegas Larios. Fue fundada a raíz de la incorporación del socio Fernando Jiménez a la compañía vinícola Carlos Lamothe y Cía., establecida en Málaga en 1852.
Jiménez y Lamothe estableció una de las mayores destilerías de España en la zona de La Aurora, que exportaba sus productos a los mercados inglés, francés, alemán, cubano, ruso, australiano, mexicano, argentino y estadounidense. El prestigio de la empresa fue aumentando con la concesión de la medalla de oro en la exposición universal de Chicago de 1893 y de recibir el título de "proveedores de la Casa Real" en España.
La destilería se abastecía de vino de La Mancha que se transformaba en brandy, anís, aguardiente y otros licores como el triple seco, por lo que se establecía una bodega en Manzanares.
Hasta su adquisición por la casa Larios en 1918, Jiménez y Lamothe colocó en los mercados muchas de las más conocidas marcas de vino málaga como: el trasañejo Moscatel Colmenares, los Moscateles Dorado y Dehesa, Toriles, Dulce Cartameño y Tres Cruces, además de Coñac Hispania, el Coñac Tres Estrellas, el Coñac 1866 y el aguardiente de Ojén.